# Metretopus alter
Metretopus alter is een haft uit de familie Metretopodidae. De wetenschappelijke naam van de soort is voor het eerst geldig gepubliceerd in 1930 door Bengtsson.
De soort komt voor in het Nearctisch gebied en het Palearctisch gebied.